# نم
نم، حضور مایع، بخصوص آب، اغلب در مقادیر ناچیز است. مقادیر کمی از آب را می توان به عنوان مثال در هوا (رطوبت)، غذاها، و برخی از محصولات تجاری یافت. همچنین نم به مقدار بخار آب حاضر در هوا اشاره دارد.(با رطوبت اشتباه گرفته نشود)